# Sapranthus isae
Sapranthus isae är en kirimojaväxtart som beskrevs av J. G. Vélez och Cogollo. Sapranthus isae ingår i släktet Sapranthus och familjen kirimojaväxter. Inga underarter finns listade i Catalogue of Life.